# Mannophryne orellana
Mannophryne orellana Barrio-Amorós, Santos & Molina, 2010 è un anfibio anuro, appartenente alla famiglia degli Aromobatidi.

## Etimologia
L'epiteto specifico è stato dato in onore di Andrés Orellana.

## Distribuzione e habitat
È endemica dello stato di Táchira in Venezuela. Si trova a 1200 metri di altitudine nella Cordillère de Mérida e nella Cordillera Oriental. Forse si trova nell'adiacente Dipartimento di Norte de Santander, in Colombia.